# Gradište (gmina Bela Palanka)
Gradište (cyr. Градиште) – wieś w Serbii, w okręgu pirockim, w gminie Bela Palanka. W 2011 roku liczyła 11 mieszkańców.